# Oskar Gensberger
Oskar Gensberger (* 1. September 1921; † 27. November 2010) war ein deutscher Gewerkschafter.

## Werdegang
Gensberger absolvierte eine Lehre zum Bäcker und Konditor. Er wurde 1945 Gewerkschaftsmitglied und war zunächst Leiter der Abteilung für Werktätige der Ernährungs- und Gaststättenbetriebe im Bayerischen Gewerkschaftsbund (BGB). 1947 wurde er hauptamtlicher Sekretär der Ortsstelle München der Gewerkschaft Nahrung-Genuss-Gaststätten (NGG). Er unternahm 1949 eine viermonatige Studienreise in die Vereinigten Staaten zu den Themen Gewerkschaftsorganisationen und Tarifverhandlungen. In den Jahren 1951/52 besuchte er die Akademie der Arbeit. Als Teilnehmer der Gewerkschaftsdemonstration gegen die Ladenöffnung am Samstagnachmittag am 10. April 1954 in der Münchner Kaufingerstraße wurde er wie der Landesvorsitzende der DAG Hans Schaumann wegen Widerstandes gegen die Staatsgewalt zu einer Geldstrafe verurteilt.
Ab 1958 war er stellvertretender Landesbezirksvorsitzender und von 1978 bis 1982 Landesbezirksvorsitzender der Gewerkschaft in Bayern. Für seine gewerkschaftliche Arbeit wurde er am 28. Mai 1982 mit dem Bundesverdienstkreuz am Bande geehrt.